# نشکن (ترانه کنچیتا وورست)
نشکن (به انگلیسی: Unbreakable) اولین تک‌آهنگ خواننده اتریشی، کنچیتا وورست است. این تک‌آهنگ توسط کمپانی ناشر سونی میوزیک در ۲۲ نوامبر ۲۰۱۱ در اتریش منتشر شد و موفق شد در جداول موسیقی اتریش به مقام ۳۲ دست یابد.